# Прагматическая санкция (1549)
Прагматическая санкция 1549 года — эдикт императора Священной Римской империи Карла V о реорганизации Семнадцати провинций, принятый во исполнение планов по централизации административного деления Священной Римской империи.
Изначально территория Семнадцати провинций являлась конгломератом феодальных владений, входивших в Священную Римскую империю либо подчинявшихся властителям Франции, и была известна под названием Бургундские Нидерланды. Прагматическая санкция выделила эту территорию в отдельную политическую сущность, которая стала наследственным владением дома Габсбургов. После отречения Карла V в 1556 году Семнадцать провинций были унаследованы его сыном Филиппом II.